# Coelorinchus jordani
Coelorinchus jordani es una especie de pez de la familia Macrouridae en el orden de los Gadiformes.

## Morfología
• Los machos pueden llegar alcanzar los 26 cm de longitud total.

## Hábitat
Es un pez bentopelágico y marino de aguas  templadas.

## Distribución geográfica
Se encuentra desde el sur del Japón hasta el Mar de la China Oriental.